# Sylvicanthon bridarollii
Sylvicanthon bridarollii là một loài bọ cánh cứng trong họ Bọ hung (Scarabaeidae).